# Santa Catalina de Somoza
Santa Catalina de Somoza es una localidad española perteneciente al municipio de Astorga, en la comarca de Maragatería, provincia de León, comunidad autónoma de Castilla y León. Se trata de una de las poblaciones del Camino de Santiago Francés.